# متاتالاموس
متاتالاموس (انگلیسی: Metathalamus) یا دگرنَهَنج آن قسمت از تالاموس یا تالامنسفال است که از اجسام زانوئی میانی و جانبی تشکیل شده است.
متاتالاموس به معنای تالاموس دیگرگون‌شده در پایین تالاموس (نهنج) و در طرفین مغز میانی قرار دارد. متا پیشوندی است به معنی دیگرگون. متاتالاموس از جسم زانویی Geniculate bodyهای داخلی و خارجی تشکیل شده است.
متاتالاموس شامل اجسام زانویی داخلی و خارجی می‌باشد. جسم زانویی داخلی (Media Geniculate body)، برجستگی بیضی شکلی است که در زیر بالشتک تالاموس (نهنج) و در منتهی‌الیه جانبی برجستگی فوقانی کولیکولوس فوقانی واقع شده است و توسط بازوی تحتانی به برجستگی تحتانی وصل می‌شود. رشته‌های عصبی آوران از نوار خارجی و برجستگی تحتانی به جسم زانویی داخلی می‌آیند و سپس رشته‌های وابران جسم زانویی داخلی از طریق ناحیهٔ زیرعدسی (Sublentiform) کپسول داخلی به ناحیهٔ شنوایی لوب گیجگاهی قشر مغز می‌روند. از نظر عملی جسم زانویی داخلی آخرین ایستگاه تقویت تحریکات شنوایی در سر راهشان به قشر مغز می‌باشد.
لب زانویی جانبی نیز برجستگی بیضی شکل کوچکی در ناحیهٔ قدامی طرفی جسم زانویی داخلی می‌باشد و در زیر تالاموس قرار می‌گیرد. جسم زانویی خارجی توسط بازوی فوقانی با برجستگی فوقانی مرتبط می‌باشد و توسط بخش داخلی لوب گیجگاهی پوشیده می‌شود. جسم زانویی خارجی دارای شش لایه می‌باشد که لایه‌های ۱، ۴ و ۶ رشته‌های بینایی طرف مقابل و لایه‌های ۲، ۳ و ۵ رشته‌های بینایی همان طرف را دریافت می‌کنند. رشته‌های عصبی آوران از دستگاه بینایی به جسم زانویی خارجی می‌آید و رشته‌های وابران این جسم از طریق ناحیهٔ پشت‌عدسی (Retrolentiform) کپسول داخلی به ناحیه بینایی قشر مغز می‌روند. از نظر عملی نیز این جسم آخرین ایستگاه تقویت پیام‌های بینایی به مقصد قشر مغز می‌باشند.